# Johan Frederik 2. af Sachsen
Hertug Johan Frederik 2. af Sachsen (8. januar 1529, Torgau – 9. maj 1595, Steyr) var en tysk fyrste fra den ernestinske linje af Huset Wettin. Han førte titel af hertug af Sachsen. 
Johan Frederik var den ældste søn af den sachsiske kurfyrste Johan Frederik 1. af Sachsen (1503–1554) i hans ægteskab med Sibylle (1512–1554), datter af hertug Johan 3. af Jülich-Kleve-Berg.